# 矢板建築設計研究所
矢板建築設計研究所（やいたけんちくせっけいけんきゅうじょ）は、日本のアトリエ系建築設計事務所。矢板久明+矢板直子が主宰。

## 沿革
1994年・矢板久明建築設計研究所設立。2005年・矢板建築設計研究所に改組、改称。

## 主な作品
- PATIO[1][2][3]
- 八雲の家
- 打越の家[4][5]
- 磯子台の家[6]
- 特別養護老人ホーム 紫水苑新館[7][8]
- 緑と風と光の家[9]
- Villa Stella[10][11]
- 南軽井沢の家

## 受賞
2013年度第25回 日本建築家協会 JIA新人賞(Patio) 。日本建築学会 作品選集2014 (Patio) 。日本建築家協会 現代日本の建築家優秀建築選 2013 (Patio) 。東京建築賞(2013年 第39回) 優秀賞 (Patio) 。Architizer A + Awards (ニューヨーク) Special Mentions (Patio) 。埼玉県彩の国さいたま景観賞(ケアハウス・リバティーガーデン) 。越谷市建築景観賞(ケアハウス・リバティーガーデン) 。住宅金融公庫賞　(CASA TRIADE) 。ニューオフィス賞(日本IBM幕張ビル) 。

## 著書
- 良い間取り 悪い間取り ～プロだけが知っている心地よい 住まいのつくりかた （エクスナレッジ、2018）

- MODERN LIVING No.235 【日文版】（ハースト婦人画報社）

## 出演
- 【ASJ Presents 建築家のアスリートたち】 https://musicbird.jp/cfm/news/1818/

## 参考
1. ↑  “矢板 久明・矢板 直子｜建築家子供の頃インタビュー｜JIA 関東甲信越支部 建築家になろう”. www.jia-kanto.org. 2020年4月15日閲覧。
2. ↑  “TOTO通信”. jp.toto.com. 2020年4月15日閲覧。
3. ↑  “I'm home. / 矢板久明 / 矢板直子”. imhome-style.com. 2020年4月15日閲覧。
4. ↑  “打越の家 - 設計： 矢板久明 + 矢板直子 / 矢板建築設計研究所 施工： 久保田工務店”. 新建築.online／株式会社新建築社. 2020年4月15日閲覧。
5. ↑  新建築住宅特集 2005年3月号
6. ↑  “矢板久明+矢板直子［矢板建築設計研究所］”. [建築家・設計事務所] All About. 2020年4月15日閲覧。
7. ↑  https://ndlsearch.ndl.go.jp/books/R000000004-I8852974
8. ↑  https://cir.nii.ac.jp/crid/1522262179984919296
9. ↑  https://www.shokokusha.co.jp/pdf/978-4-395-32069-1.pdf
10. ↑  “写真：小川重雄 専門家:矢板久明 / 矢板直子が手掛けた、洗面室(Villa Stella)の詳細ページ。新築戸建、リフォーム、リノベーションの事例多数、SUVACO(スバコ) | 洗面, リノベーション リフォーム, スバコ”. Pinterest. 2020年4月15日閲覧。
11. ↑  “緑の中の家～優雅な時間が流れる空間～”. Yahoo!不動産おうちマガジン. 2020年4月15日閲覧。
12. ↑  http://www.jia.or.jp/download_api/public_informations?id=265
13. ↑  “2013年度日本建築家協会各賞受賞結果” (jp). 建築コンペ・イベント情報 --【KENCHIKU】. 2020年4月15日閲覧。